# Letrinos
Letrinos (grec antic: Λετρίνοι) fou una ciutat de la Pisàtida, a l'Èlide, prop de la costa, a mig camí en la via sagrada que portava d'Elis a Olímpia. La llegenda diu que fou fundada per Letreu, fill de Pèlops. Es va unir al rei Agis d'Esparta quan va envair l'Èlide, junt amb altres ciutats, i va assolir l'hegemonia a la pau del 400 aC. Més tard la ciutat va desaparèixer i no existia en temps de Pausànies, quan només restava el temple d'Àrtemis Alfea.
Pel que fa a la seva localització, s'han trobat restes entre Pirgos i Katakolo, al monestir de Sant Joan (Áγιος Ιωάννης), que hom ha proposat d'identificar amb Letrinos.